# Bucólicas
Las Bucólicas (en latín Bucolica, también conocidas como Églogas, Eclogae) constituyen la primera de las grandes obras del poeta romano Virgilio.

## Historia de la obra
Roma conoció la poesía bucólica (del griego βουκολική ἀοιδή, «canto de pastores»), según parece, por las ediciones que se hicieron a lo largo del siglo I a. C. de los Idilios (del griego εἰδύλλιον, «pequeño poema») de Teócrito, varios de los cuales tenían este carácter pastoril. Teócrito había nacido en Siracusa (Sicilia), hacia 310 a. C. y había marchado en torno a 275 a. C. a Alejandría, que Ptolomeo II Filadelfo estaba convirtiendo en un centro fundamental de cultura y arte. Allí entró en contacto con otros poetas, especialmente con Calímaco y Apolonio de Rodas, con quienes compartió el amor por lo pequeño, refinado y nuevo. No se sabe gran cosa de los orígenes o precedentes de esta poesía pastoril, ni se sabía tampoco en época del propio Teócrito, lo que lo deja en una posición de creador o, al menos, recreador del género.
Virgilio había sentido siempre profunda admiración por los poetas alejandrinos del siglo III a. C. La que profesó por Teócrito se manifiesta en las múltiples ocasiones en que se inspira en él para sus Bucólicas. De las propias afirmaciones de Virgilio se deduce que fue incitado a la composición de estos poemas por Cayo Asinio Polión, quien parece haber contribuido a que se solucionara el problema de la confiscación de las tierras que pertenecían al padre del poeta.
Son diez poemas de entre 63 y 111 versos. En general se consideran escritos entre los años 41 y 37 a. C., si bien hay alguna propuesta de rebajar la fecha de su publicación definitiva hasta el 35. El orden de la colección no se corresponde con el de composición. A la hora de preparar la publicación, Virgilio reordenó el material con criterios puramente estéticos. El metro empleado es el hexámetro dactílico, que será también el de toda la producción virgiliana posterior.

## Análisis de las diez églogas

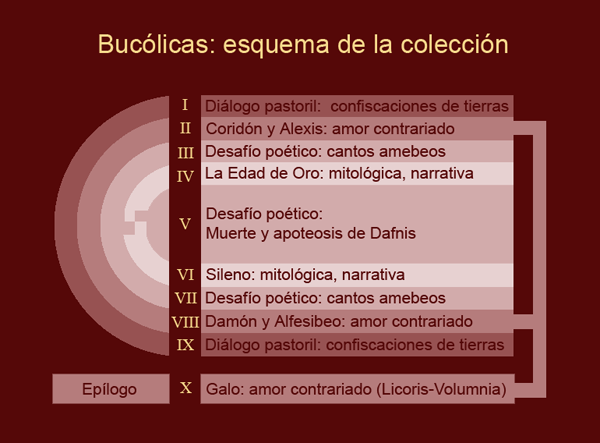
Esquema de las Bucólicas.

- Égloga 1ª. Tiene una extensión de 83 versos. Está estructurada como un diálogo entre dos pastores, Melibeo y Títiro. Comienza con las palabras de Melibeo, que cuenta cómo abandona su tierra con el rebaño de cabras. Títiro canta mientras su amor por Amarilis. Lamenta la confusión que hay por todas partes de la campiña. Compara su aflicción con la tranquilidad de Títiro. Títiro atribuye su bienestar a un dios, un joven al que ha conocido recientemente en un viaje a Roma, para el que siempre tendrá un cordero que sacrificar. Se duele, en cambio, Melibeo de que en adelante un soldado rudo poseerá sus campos y sus cosechas. Acaba el poema con la invitación de Títiro a pasar juntos la noche, que ya se va extendiendo sobre los campos.
El asunto principal de esta égloga es la confiscación de las tierras que su familia había sufrido. Recuérdese que su padre había perdido sus propiedades en el proceso colonizador que siguió a la batalla de Filipos. Las quejas de Melibeo por el daño sufrido se ven contrarrestadas por las alabanzas de Títiro a Octavio, al que considera dios benefactor y autor de su tranquilidad y de la paz general. Es como si Virgilio desdoblara sus sentimientos entre el dolor por el perjuicio recibido como consecuencia de la guerra civil y la satisfacción por el logro de la paz.

- Égloga 2ª. Tiene una extensión de 73 versos. Un pastor, Coridón, intenta en vano conquistar al joven Alexis, que recibe las atenciones de su amo, Yolas. Coridón trata de presentarse de la forma más favorable posible al objeto de su amor. Para ello destaca sus rústicos bienes, su aspecto físico no despreciable y sus cualidades poéticas y musicales.
Virgilio mezcló en la obra elementos de los idilios III, X, XI y XXIII de Teócrito.
De varios testimonios antiguos se deduce que el personaje de Alexis corresponde a un joven esclavo que Polión le había regalado cuando en un banquete el poeta exteriorizó su admiración por él.
Aprovecha Virgilio las palabras que dirige Coridón a Alexis para describir el universo rural característico del género bucólico, que sirve de escenario a la acción.

- Égloga 3ª. Tiene una extensión de 111 versos. Esta égloga imita los idilios IV y V de Teócrito.[1] Dos pastores, Menalcas y Dametas, son rivales en el canto y la poesía. Se encuentran en el campo cuando llevan a pastar los rebaños y en su conversación intercambian pullas y acusaciones hasta que deciden competir con su arte. Buscan el arbitraje de Palemón, un propietario de la zona.
El debate se realiza en forma de canto amebeo. Alternativamente (dos versos por intervención de cada uno) los jóvenes pastores cantan sus amores por muchachos y muchachas y el ambiente rural en que se desenvuelven. La competición finaliza con la sentencia de Palemón que los juzga iguales en el arte. El último verso devuelve al lector a la realidad del campo cuando Palemón dice: «Cerrad ya las acequias, muchachos. Ya han bebido bastante los prados».
Los versos 84-91 aluden a Polión, a su poesía y al apoyo que prestaba al proyecto literario de Virgilio. Los dos últimos versos de este grupo critican a otros dos poetas, malos, podemos suponer, Bavio y Mevio. Este último también suscitaba la aversión de Horacio, quien le dedicó su epodo X, donde le desea todo tipo de contratiempos en una travesía marítima. No deja de ser irónico que sean las críticas de Virgilio y Horacio lo único que ha salvado la memoria de ambos poetastros.
Las alusiones a Polión parecen introducidas a contrapelo en el poema. Se ha pensado que Virgilio las incluyó después de haber finalizado el poema, en los momentos previos a la publicación de la colección. De hecho, si se suprimen los ocho versos que las contienen, la bucólica tercera no sólo no sufriría, sino que resultaría más coherente.

- Égloga 4ª. Tiene una extensión de 63 versos. La cuarta égloga escapa del concepto bucólico. La única referencia pastoril está al comienzo, donde el poeta invoca a las musas sicilianas, es decir, a las que inspiraron a Teócrito, y les pide que eleven su tono para que sus paisajes sean dignos de un cónsul, es decir, de Polión, al que se dirige el poema. Esta invocación ocupa los tres primeros versos: ya no habrá nada más que vincule la obra al género pastoril.
La égloga celebra el nacimiento de un niño, que no se identifica directamente, al que habrá de acompañar el regreso de la Edad de Oro propia del reino de Saturno, que había profetizado la Sibila de Cumas. Regresará con ella Astrea, diosa de la justicia, que en edades menos favorables había ascendido al cielo y ocupado un lugar entre las constelaciones. El hombre recogerá sin esfuerzo los frutos de la tierra y dejará de afanarse en la agricultura o el comercio.
Probablemente este poema misterioso y revestido de ropajes proféticos no sea otra cosa que un canto de gozo ante el fin de las guerras civiles y el futuro próspero que podía intuirse.
Sobre la identidad y naturaleza del niño que se menciona en la égloga se han formulado hipótesis de todo tipo. Las dos más verosímiles son las que creen que el niño de cuya mano vendrá la edad de oro pudiera ser:

- Asinio Galo, Hijo de Asinio Polión. Servio, biógrafo y comentarista de Virgilio, cita a Asconio Pediano, quien aseguraba haber oído decir al propio Asinio Galo que él era el niño a quien Virgilio se refería.
- Un futuro hijo (quien luego nació, en realidad, fue una niña) de Marco Antonio y Octavia, la hermana del que habría de ser Augusto, cuyo matrimonio había servido para rubricar el pacto de Brindisi sellado en 40 a. C. por los dos triunviros bajo la mediación de Asinio Polión. Según esta hipótesis, el poema habría sido concebido inicialmente como un epitalamio en honor de la nueva pareja y luego Virgilio decidió incluirlo en la colección de églogas, para lo que añadió una breve introducción con alusiones pastoriles. El asunto del poema sería entonces la expectativa de paz y bienestar que se derivaba del pacto entre los dos caudillos.

En la propia Antigüedad ciertos autores cristianos pretendieron que estos versos de Virgilio eran una profecía pagana del nacimiento de Cristo. El emperador romano Constantino I, según testimonio de Eusebio de Cesarea, y más tarde Agustín de Hipona y otros pretendieron que era posible la manifestación divina a través de elementos paganos. Así, los libros sibilinos, en los que se basa el mito del retorno de la Edad de Oro, podrían recoger profecías sobre el advenimiento del mesías que esperaban los judíos. Otros autores cristianos, como San Jerónimo, que identificaba al niño con el hijo de Polión, rechazaban por incoherencias temporales cualquier interpretación de este tipo. No hay acuerdo entre los distintos autores modernos sobre la posibilidad de que Virgilio conociera el texto de Isaías 11, 6-8: «Vivirá el lobo con el cordero, yacerá el leopardo con el chivo, habitarán juntos el ternero, el león y la oveja y un niño pequeño los guiará. Pacerán juntos el ternero y el oso; juntos descansarán sus cachorros. El león comerá paja como el buey y el niño de teta jugará junto a la madriguera de la serpiente...»

- Égloga 5ª. Tiene una extensión de 90 versos. Está inspirada en el idilio I de Teócrito. Su forma es de diálogo pastoril entre Mopso y Menalcas, dos pastores poetas que se encuentran y deciden regalarse mutuamente sus versos. Su estructura es próxima a la de los cantos amebeos, pero falta el elemento competitivo entre los pastores y la figura del árbitro. En lugar de las breves tiradas alternativas de versos propias de la forma amebea, cada uno de los protagonistas recita una tirada continua de 25 versos. Mopso canta la muerte de Dafnis y Menalcas su apoteosis. Finalmente ambos pastores intercambian objetos como muestra de agradecimiento por los versos del otro.
Han existido numerosos intentos de identificar el personaje que podría esconderse bajo el nombre de Dafnis. Si alguien hay detrás de él, podría ser Julio César, cuya apoteosis había sido decretada en 42 a. C.
No hay datos para una datación segura de esta égloga, pero es posterior a la II y la III, a las que alude.

- Égloga 6ª. Su extensión es de 86 versos. El dedicatario es un Varo que generalmente es identificado como Alfeno Varo, amigo y compañero de estudios epicúreos de Virgilio.
Comienza por un fragmento a modo de epístola poética a Varo en el que Virgilio hace una declaración de principios literarios inspirada en Calímaco. Según ella su tarea no es la épica ni las grandes hazañas, sino lo pequeño y sencillo. A continuación dos pastores, Mnasilo y Cromis en compañía de la náyade Egle, sorprenden a Sileno, que duerme ebrio en su cueva. Lo atan y lo obligan a cantar un poema. Su canto es un poema mitológico (epilion) de corte alejandrino de asunto variado. Incluye un elogio de Cayo Cornelio Galo, al que representa en el monte Helicón, rodeado por las Musas que lo honran y le entregan la flauta que había pertenecido a Hesíodo. Cuando cae la tarde y llega el momento de recoger el ganado, acaba el canto de Sileno.
Virgilio presenta a Sileno con sus características propias: viejo, borracho y rijoso. Pero, en lugar del ser selvático y salvaje de la tradición, este Sileno es un refinado poeta a la manera alejandrina. La fuente literaria para el canto de Sileno es Apolonio de Rodas.
Si el dedicatorio es Alfeno Varo, dado que este sustituyó en 40 a. C. a Polión en el gobierno de la Galia Cisalpina, podría datarse el poema en ese mismo año.

- Égloga 7ª. Su extensión de 70 versos. Se inspira en los idilios VI, IX y XI de Teócrito. El escenario son las riberas del río Mincio, cerca de Mantua.
Vuelven los debates poéticos entre pastores: compiten Coridón y Tirsis bajo el arbitraje de Melibeo. Esta vez el canto amebeo es introducido mediante un artificio: Melibeo evoca un certamen ocurrido en el pasado en el que le correspondió a él el papel de árbitro. La introducción de Melibeo tiene, pues, carácter narrativo. Siguen luego las intervenciones de los pastores rivales (seis cada uno) en tiradas de cuatro versos, tal como ocurría en el idilio VIII de Teócrito. Sus temas son las descripciones de la vida y el medio pastoril, trufadas de alusiones mitológicas, que sirven a los pastores poetas para exhibir sus dotes compositivas y su refinada cultura. Al final de la égloga Melibeo recuerda la clara superioridad que exhibió Coridón, por más que Tirsis se resistiera a reconocer su derrota.

- Égloga 8ª. Consta de 110 versos. Dos pastores, Damón y Alfesibeo cantan sus poemas de amor contrariado, de hombre el primero, de mujer el otro. Cada uno de ellos entona 46 versos organizados en grupos estróficos de extensión variable, pero con una distribución casi idéntica en ambas intervenciones. Cada una de esas estrofas va seguida de un verso repetido, que actúa como estribillo. Solo la última repetición de cada serie varía.
Comienza la égloga por una introducción en la que se cuenta el carácter maravilloso de los cantos de los pastores: logran captar la atención de los objetos inanimados y de las bestias. Sigue una dedicatoria a un personaje cuyo nombre no se menciona, pero que es sin duda Polión, pues se alude a su regreso a Roma tras la victoria sobre los partos que le valió el triunfo en el año 39 a. C. Unos pocos versos sitúan la acción al alba.
En los versos de Damón el protagonista lamenta la traición de su amada Nisa, que ha decidido entregarse a Mopso. El tono de poema es por momentos el de un epitalamio con reminiscencias de Catulo. Recuerda cómo amó a Nisa desde niño y lamenta la crueldad del amor contrariado, que llevó a Medea al asesinato de sus propios hijos. Por último, expresa su decisión de arrojarse al mar desde una peña. La fuente de esta sección con los idilios I, III y XI de Teócrito.
Dos versos invitan a la Musas a reproducir el canto de Alfesibeo. En él una mujer despechada por el rechazo de Dafnis practica rituales mágicos para asegurarse la posesión del amado. Este segundo canto evoca el idilio II del siracusano.
La alusión al regreso a Roma de Polión permite datar con exactitud esta égloga en 39 a. C.

- Égloga 9ª. Dos pastores, Lícidas y Meris son los protagonistas de esta égloga de 67 versos de extensión. Se inspira en el idilio VII de Teócrito. Vuelve a tratarse aquí el asunto de las expropiaciones de tierras en Cremona y Mantua, que ya había sido tratado en la primera égloga. Los pastores hablan de un tercero, Menalcas. Lícidas cree que aquel ha conseguido conservar sus tierras gracias a su prestigio como poeta. Meris lo saca de su error. Los pastores evocan la capacidad poética de Menalcas y recitan de memoria versos suyos. Al final Lícidas invita a su compañero a recitar mientras recorren el camino que les queda para llegar a la ciudad de Mantua, pero Meris aplaza los versos para el momento en que esté presente Menalcas y pueda él mismo recitar sus poemas.
Ya Quintiliano (Institutiones oratoriae, VIII.6.47), al tratar de la alegoría, señala que en estos versos hay que ver a Virgilio bajo el nombre de Menalcas. Se cita a Alfeno Varo, consul suffectus en 39 a. C., como posible protector de Mantua ante el proceso de las expropiaciones. Varo, junto con Asinio Polión y Cornelio Galo formó parte en 41 a. C. de una comisión encargada de confiscar tierras y asentar en ellas a soldados veteranos. Hay, pues, un importante contenido autobiográfico. No hay acuerdo en la datación de la octava égloga: hay argumentos tanto a favor del año 40 a. C., como del 39.

- Égloga 10ª. Virgilio dedica sus 77 versos al poeta Cornelio Galo, que sufría de amor contrariado por el abandono de su amante, llamada en esta égloga Licoris. Este nombre era el que utilizó Galo en sus Elegías para denominar a una amante suya, mima de profesión, llamada Volumnia (era liberta de Publio Volumnio Eutrápalo), cuyo nombre artístico era Citeris. Esta mujer, que antes había sido amante de Marco Antonio y de Bruto, había abandonado a Galo para seguir hasta Germania a un nuevo amante militar.
Comienza Virgilio con una invocación a Aretusa, ninfa que se había convertido en una fuente en las proximidades de Siracusa, en Sicilia. Le pide unos pocos versos para su amigo Galo. Invoca luego a las Musas. Acuden a oír los versos que pondrá en boca de Galo los seres inanimados, los animales, los humanos y algunos dioses. El poeta añora a la amada lejana y lamenta lo irremediable del amor, mientras se propone vagar por los montes de Arcadia. El fin del día impone el regreso de las cabras al redil y el fin de los versos.
El asunto de la crueldad del amor contrariado apareció ya en la égloga VIII, pero aquí el protagonista es un personaje real e histórico. La égloga está inspirada en el idilio I de Teócrito. Su probable data es el año 37 a. C.

La poesía pastoril crea unos fuertes tópicos de género que se manifiestan en el paisaje que sirve de fondo a los poemas, sus personajes, temas, concepto del amor y recursos de construcción poética.
El paisaje bucólico es supuestamente el de la Arcadia, región montañosa del centro del Peloponeso, en Grecia. Entre los montes quedan pequeños valles fértiles, aptos para la agricultura y el pastoreo. Pero este territorio se convirtió en un paisaje eminentemente literario de localización indeterminada: la Arcadia de Teócrito estaba en su tierra siciliana; para Virgilio fue la Galia Cisalpina. Por su naturaleza literaria el paisaje bucólico es muy estereotipado y escenográfico: los ríos y arroyos son siempre frescos y cantarines, los árboles copudos y umbrosos, el campo un lugar de disfrute, no de trabajo extenuante. El ganado pasta como un elemento más del decorado y su cuidado y explotación solo aparecen mencionados incidentalmente como parte de la puesta en situación.
Los pastores de Virgilio no son criaturas rústicas e ignorantes, sino seres refinados, urbanícolas que saben de poesía, música y mitología, poetas disfrazados con atuendo pastoril. En muchos casos bajo el vestuario rústico se encubren personajes reales de Roma: escritores y políticos que nada podrían hacer en el campo, salvo recitar y cantar a la sombra del haya copuda junto al frescor del arroyo.
El amor, compartido o contrariado, carece de matices: solo cabe la alabanza incondicional de la persona amada o la queja lastimera ante el rechazo o el abandono. El perfil de la persona que es objeto de los desvelos del pastor no está trazado con ningún detalle y parece como si la ausencia del lugar donde transcurre la acción del poema la convirtiera en una simple sombra, un pretexto para la poesía.
Además del tema amoroso, aparecen, aunque solo sea como elementos para la puesta en situación, los tópicos relacionados con la actividad pastoril: las cabras, el ordeño, el queso; en fin, todo aquello que representa la riqueza de los pastores. Sobre este telón de fondo, se añaden los asuntos mitológicos y los panegíricos o adulatorios, siempre relacionados con las letras o la política, urbanos, en todo caso. El mundo pastoril sirve de escenario para asuntos diversos, por completo ajenos al mundo rural y al carácter y educación de sus gentes.
Se ha señalado que el metro empleado por Virgilio para sus Bucólicas es el hexámetro dactílico. La forma de construcción poética puede ser muy diversa: sirve el diálogo pastoril (I, IX), el debate poético entre pastores o canto amebeo (III, VII y, en cierto modo, V), el epilio, que se emplea para los temas mitológicos (IV, VI), incluso la epístola poética que sirve de introducción a otras formas de construcción (VI). Es muy frecuente el recurso un tanto efectista de la poesía dentro de la poesía, que se emplea en la mayoría de las églogas.
El concepto de originalidad en la antigüedad no excluía la inspiración en modelos anteriores. Así, la literatura romana podría ser considerada desde nuestro punto de vista como una imitación excesiva de lo griego, pero nos equivocaríamos por completo si la juzgáramos desde nuestros presupuestos actuales. Para un romano cabía la originalidad en la elección de unos u otros modelos y en los tratamientos concretos de los asuntos y formas anteriores. Ya hemos ido señalando las principales fuentes que utiliza Virgilio para la composición de sus Bucólicas. Uno de los procedimientos poéticos que marcan la originalidad en el tratamiento de los modelos griegos es el conocido como contaminatio, que Virgilio emplea cuando refunde en un solo poema elementos de varios distintos de Teócrito.
Virgilio organizó su colección de églogas según un esquema nada casual de simetrías y correspondencias. El esquema anterior representa las más evidentes. Los nueve primeros poemas están organizados de forma circular, de tal manera que el primero se corresponde con el noveno, el segundo con el octavo, el tercero con el séptimo y el cuarto con el sexto. El quinto actúa como centro de simetría y se relaciona a su vez con el tercero y séptimo. El décimo sirve de epílogo, pero está relacionado según diversos criterios con muchos de los anteriores, muy especialmente con el segundo y octavo, con los que comparte el asunto del amor contrariado.
Las Bucólicas de Virgilio son, por tanto, una cuidada elaboración literaria en la que predomina la búsqueda de lo refinado, lo ingenioso, lo culto. Constituyen un universo exclusivamente poético en el que lo más importante es la consecución de la belleza formal.

## Traducciones

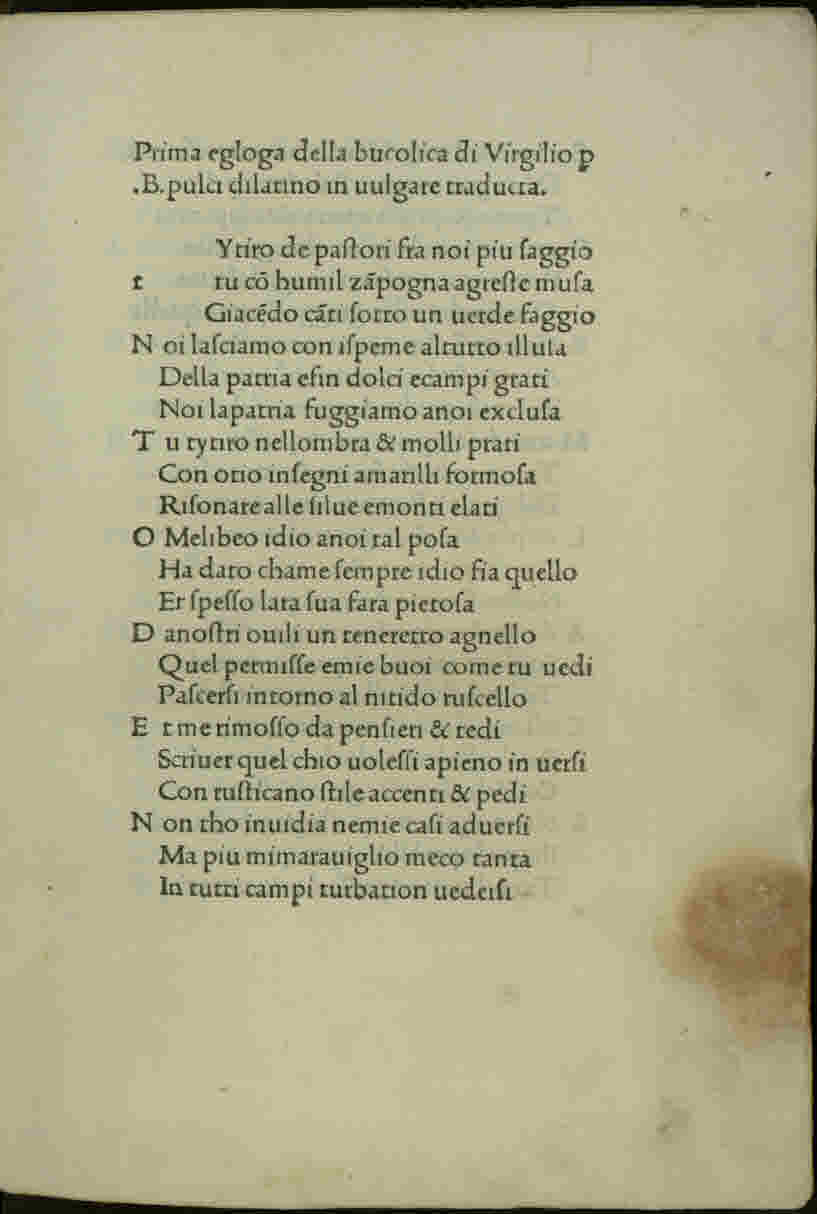
Bucolica (1481)

La primera traducción directa de las Bucólicas de Virgilio al español fue realizada en verso por Juan de Fermoselle, más conocido como Juan del Encina, en su juventud, cuando era discípulo de Antonio de Nebrija, y la incluyó en su Cancionero (1496). Va dedicada a los Reyes Católicos, presenta dos prólogos y un «argumento» que precede a cada una de las diez églogas, con la clave interpretativa del contenido pastoril que se explica como alegoría política, en general. Emplea el arte menor, generalmente octosílabos (en el 90 % de los casos) con pies quebrados (en la mitad de las églogas); solo en una usa el arte mayor, en concreto el dodecasílabo: en la IV bucólica, justamente la de la Sibila, con la profecía de una nueva Edad de oro. La traducción vivifica y da frescura al texto, pero lo convierte en obra más dramática que lírica. Después las tradujo en octavas y tercetos fray Luis de León; también las dos primeras el humanista Francisco Sánchez de las Brozas, aunque prefirió editar el texto latino con comentarios. En prosa publicó una versión fiel y anotada Diego López, que tuvo la fortuna de alcanzar once ediciones entre 1600 y 1680. Entre 1615 y 1618 se publicó la traducción en verso de Cristóbal de Mesa, que como la de fray Luis utiliza tercetos y octavas reales. El agustino fray Antonio de Moya publicó otra bilingüe bajo el nombre de Abdías Joseph en 1660.